# Der Gang nach dem Eisenhammer

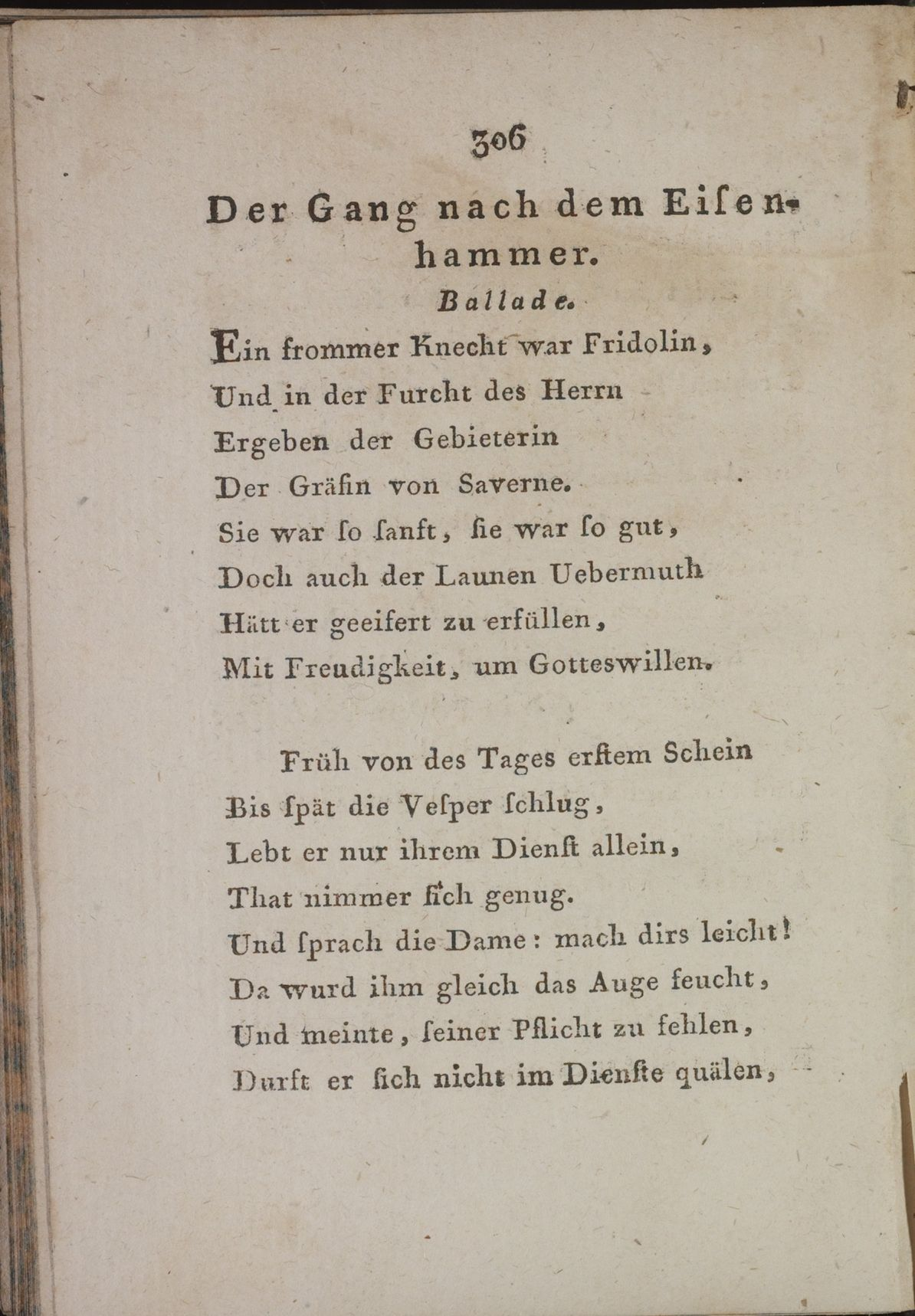
Anfang der Ballade in Schillers Musen-Almanach für das Jahr 1798

Der Gang nach dem Eisenhammer ist eine Ballade von Friedrich Schiller. Er verfasste sie im Herbst des Balladenjahres 1797. Sie wurde erstmals in dem von Schiller herausgegebenen Musenalmanach für das Jahr 1798 veröffentlicht.

## Inhalt

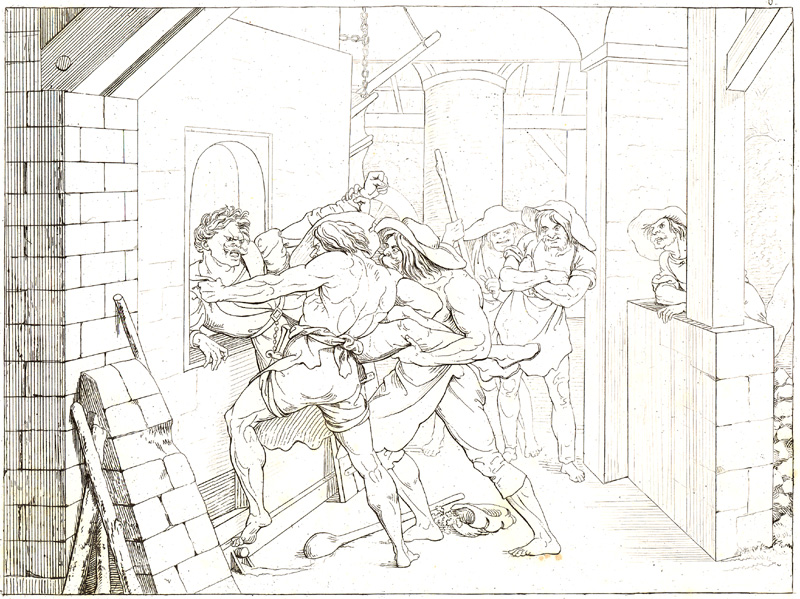
Illustration von Moritz Retzsch (1837): Die Knechte werfen den Jäger Robert statt Fridolin in den Ofen.

Der Knecht (Diener) Fridolin ist seiner Herrin Kunigunde, der Gräfin von Saverne, treu ergeben. Der neidische Jäger Robert deutet gegenüber dem Grafen jedoch ein Liebesverhältnis der Gräfin mit Fridolin an. Der erzürnte Graf befiehlt daraufhin den in einem Eisenhammer arbeitenden Knechten, den vermeintlichen Nebenbuhler in den Ofen zu werfen. Doch weil Fridolin auf dem Weg dorthin als Ministrant bei einer Messe aushilft, kommt es zu einer Verwechslung; statt seiner ergreifen die Knechte den Verleumder Robert, der so seine gerechte Strafe erhält. Der tief bewegte Graf bringt Fridolin der Gräfin mit den Worten zurück:

„Dieß Kind, kein Engel ist so rein,
Laßts Eurer Huld empfohlen seyn,
Wie schlimm wir auch berathen waren,
Mit dem ist Gott und seine Schaaren.“

## Entstehung
Schiller verfasste die Ballade im September 1797 für den Musenalmanach, nachdem ihm die Stoffvorlage zufällig begegnet war, wie aus einem Brief hervorgeht, den er am 22. September 1797 an Johann Wolfgang von Goethe schrieb. Dieser urteilte nach der Lektüre am 30. Oktober 1797: „Sie haben kaum irgend etwas mit so glücklichem Humor gemacht und die retardirende Messe ist von dem besten Effect.“ Schillers Freund Christian Gottfried Körner empfand einen „besondern Reiz durch den Ton der christlichen – katholischen – altdeutschen Frömmigkeit“ (Brief vom 26. März 1798) sowie „etwas Herzliches“ durch die Idee der göttlichen Vorsehung.

## Öffentliche Uraufführung, Rezeptionsgeschichte und Vertonungen
Schillers Publikation der Ballade im Rahmen einer Anthologie, eines zierlichen Musenalmanachs für das Jahr 1798, scheint ursprünglich als stiller Lesestoff bestimmt gewesen zu sein. Damals waren aber Gedichte und Balladen nicht in erster Linie für die Lektüre einzelner Leser gedacht. Vielmehr waren sie zum Vortrag vor kleineren privaten und größeren öffentlichen Auditorien bestimmt, und sie wurden oft genug nicht bloß gelesen, sondern mit erhobener Stimme auswendig deklamiert. Die Gepflogenheit höherer und bürgerlicher Kreise, literarische Produkte zu den Klängen von Instrumenten oder durch Präludieren am Klavier umrahmt zu konsumieren, half dabei, sich die dramatischen Inhalte des Gelesenen und die Empfindungen ihrer Protagonisten auszumalen.
Kurz nach der Berliner Erstaufführung von Franz Ignaz von Holbeins Schauspiel Fridolin am 30. November 1807 mit einer musikalischen Einlage Bernhard Anselm Webers hatte dieser – offenbar bestellt oder zumindest initiiert von seinem Theaterdirektor August Wilhelm Iffland – auch die Vorlage des Schauspiels, Schillers Ballade, als Melodram mit Chor und Orchesterbegleitung vertont. Die im Allgemeinen recht hohe Wertschätzung seiner Komposition lässt sich an zahlreichen zeitgenössischen Erörterungen ablesen, auch die spätere Adaption des Werkes (1829) durch Carl Loewe kann als Gradmesser seiner Popularität gelten. Öffentlich aufgeführt wurde das Stück erstmals am 25. Februar 1808 in Berlin durch Iffland im Rahmen einer „musikal. Akademie im Theatersaale“ des Schauspielhauses auf dem Gendarmenmarkt, „die zu den interessantesten Unterhaltungen dieses Winters gehörte“.
Zwischen 1831 und 1907 folgten weitere musiktheatrale Adaptionen der Ballade in den verschiedensten Gattungen von den Komponisten Karl Schönfeld, Franz Mejo, Paolo Fabrizi, Conradin Kreutzer, Frank Romer, Otto Claudius, Carl Gustav Kupsch, Léonard Terry, Heinrich Schulz-Beuthen, Johann Baptist Klerr, Adolphe Edouard Marie Deslandres und Adolf Wallnöfer, sowie von Lauro Rossi (Le fucine di Bergen, Rom 1833). An der schon oben erwähnten Sprechtheaterversion Holbeins sowie der Opernfassung Kreutzers (Wien 1838) lässt sich unmissverständlich ablesen, dass die Handlung zu dieser Zeit ohne ironische Brechung als seriöses Sujet gelesen wurde (vgl. etwa Johann Anton Friedrich Reils Libretto Der Gang zum Eisenhammer, Wien 1838).
Karl Kraus äußerte sich in der Fackel von 1927 in einem Essay über Reime in der deutschen Literatur despektierlich zu Schillers Eisenhammer-Ballade: „noch in der ‚dritten Periode‘ ist Fridolin – in einem der peinlichsten Gedichte, deren Ruhm jemals im Philistertum seinen Reim fand – ‚ergeben der Gebieterin‘“.